# Podgumer
Podgumer (bulgariska: Подгумер) är ett distrikt i Bulgarien.   Det ligger i kommunen Stolitjna Obsjtina och regionen Sofija-grad, i den västra delen av landet, 13 km nordost om huvudstaden Sofia.
Trakten runt Podgumer består till största delen av jordbruksmark. Runt Podgumer är det tätbefolkat, med 849 invånare per kvadratkilometer.